# Liubusua
Als Liubusua wird in der Chronik des Thietmar von Merseburg (975–1018) eine Slawenburg beschrieben, in welcher bis zu zehntausend Bewohner Platz gefunden haben sollen. Im Jahr 932 soll diese Burg durch die Deutschen unter König Heinrich I. erstmals zerstört worden sein. Heinrich der II. ließ die Anlage 1012 wiedererrichten, bevor sie im August desselben Jahres durch Bolesław Chrobry endgültig zerstört wurde. Das Fehlen einer genauen Ortsbeschreibung in Thietmars Chronik sorgte in der Vergangenheit für verschiedene Lokalisationen des Ortes. Lediglich die Benennung des Ortes und eine kurze Beschreibung des Geländes sind dort angeführt und bringen bis in die heutige Zeit verschiedene Lösungsansätze zur Lokalisation vor. Aufgrund moderner Forschungsarbeiten wird in neuester Zeit (Stand 2015) jedoch nicht mehr von einer zentralen Slawenburg in der Lausitz ausgegangen.

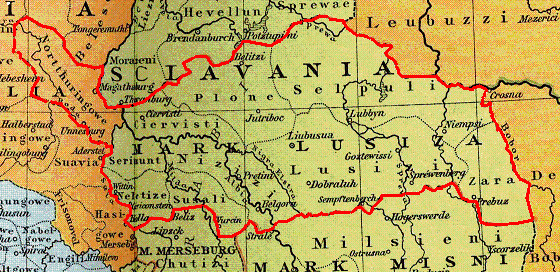
Die Sächsische Ostmark mit Lebusa als Liubusua (Bildmitte) um 1000

## Hinweise in der Chronik des Thietmar von Merseburg

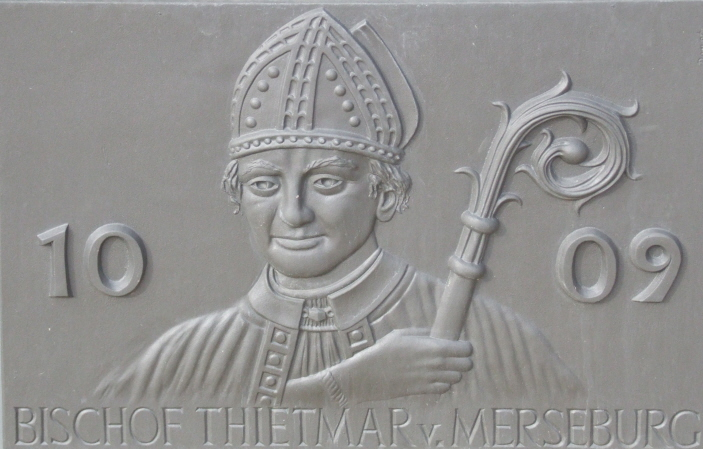
Bischof Thietmar v. Merseburg

Ein erster Verweis auf Liubusua findet sich im ersten Buch der Chronik des Thietmar von Merseburg und beschreibt die Zerstörung des Ortes im Jahr 932. Für das in Latein verfasste Werk existieren verschiedene deutsche Übersetzungen. Da das Original der Chronik während der Luftangriffe auf Dresden fast vollständig zerstört wurde, liegt heute nur noch eine Abschrift aus dem Jahr 1905 vor.
Zitat: …Einen Berg an der Elbe, der damals dicht mit Bäumen besetzt war, bebaute er (Heinrich I.) und gründete dort eine Burg, die er nach einem Bache, der nördlich von derselben fließt, Misni (Meißen) nannte und mit einer Besatzung und Festungswerken, wie sie jetzt üblich sind, versah. Von da aus unterwarf er 932 die Milzener und zwang sie ihm Zins zu zahlen. Auch die Burg Liubusua, von der ich später ausführlich reden werde, belagerte er lange und brachte die Einwohner, nachdem sie vor ihm in eine kleine unterhalb der Burg gelegene Feste geflohen waren, zur Übergabe. Die Burg aber wurde von jenem Tage an, wo sie nach Verdienst mit Feuer zerstört wurde, nicht wieder bewohnt. Wenn Heinrich während seiner Regierung, wie viele behaupten, unrechtmäßiges Besitztum an sich gerissen hat, so möge ihm Gott in seiner Gnade verzeihen.
Da Thietmar diese Zeit nicht selbst erlebt hat, beruft er sich auf die von ihm verwendeten Quellen wie Widukinds Sachsengeschichte, die Quedlinburger Annalen und private Notizen des Widukind von Corvey.
In seiner Chronik erwähnt Thietmar von Merseburg Liubusua dann wieder im sechsten Buch an zwei weiteren Textstellen.
Text 39
Zitat: Nachdem der König, (Heinrich II.) danach vielen Nöten des bedrängten Vaterlandes abgeholfen, besuchte er (1011) wieder die Westlande, und die wie die Fluten des Wassers hin und her wogenden Gemüter der Bewohner mit dem Zügel seiner Weisheit lenkend und zähmend feierte er zu Palithi (Pölde) mit festlicher Freude die Geburt des Herrn. Darauf kam er (1012) wieder nach dem ihm sehr lieben Merseburg, und nachdem er dort auf fünf Jahre den innern Frieden hatte beschwören lassen, begann er, nach dem Rate einiger Wenigen die Burg Liubusua auszubauen und befestigen zu lassen. Von dieser aber sagten Manche das vorher, was leider noch in demselben Jahre sich bestätigte. Wir kamen dorthin zu Ende des Monats Januar (1012), feierten dort die Reinigung der heiligen Mutter Gottes mit gebührender Andacht und vollendeten in vierzehn Tagen das aufgetragene Werk, worauf wir mit Hinterlassung einer Besatzung heimkehrten. Neben Liubusua an der Nordseite liegt eine Burg, die nur durch ein Tal von ihr getrennt ist. Sie hat zwölf Tore. Als ich sie sorgfältig in Augenschein nahm erkannte ich in ihr, durch Erinnerung an Lucan, ein Werk des Julius Cäsar und einen großen römischen Bau. In dieser Burg hätten mehr als zehntausend Menschen Platz gefunden. Die kleinere Burg aber, die wir wiederherstellten, stand seit König Heinrich I. bis auf jene Zeit leer, und durch welch klägliches Ende sie bald nachher darnieder sank, werde ich schildern, wenn ich was dazwischen liegt, erzählt habe.
Text 48
Zitat: Indes ging Herzog Bodeslav (von Polen), auf die Kunde vom Tod des Erzbischofs sein Heer zusammenziehend, auf Liubusua los, dessen ich oben erwähnte, und weil er wusste, dass wegen des Übertretens der Elbe von unserer Seite den Belagerten niemand zu Hilfe kommen konnte, schlug er daselbst sein Lager auf. Seine Krieger rückten zum Kampfe ermuntert an, und die Besatzung leistete nur mäßigen Widerstand. Denn diese große Burg schützte nicht mehr als tausend Mann, obwohl ihrer dreimal so viel kaum genügt hätten. Bolizlav saß beim Frühmal und sah voller Freuden seine Mannen als Sieger in die Burg eindringen. Das Tor ward geöffnet und viel Blut vergossen. Gefangen genommen wurden von jenen die angesehenen Männer Guncelin und Wiso und der unglückliche Befehlshaber der Burg, Scih, welcher verwundet war. Dieser beklagenswerte Mann verlor, so oft er eine Burg zu hüten hatte, dieselbe stets, nicht aus Feigheit, sondern durch ein klägliches Missgeschick. Sie wurden alle dem stolzen Sieger vorgeführt und auf seinen Befehl alsbald wieder zur Haft hinweggebracht. Von den Kriegsgefährten des Herzogs blieben jedoch nicht weniger als fünfhundert Mann in eben diesem Kampfe. Dieses jammervolle Blutbad ward angerichtet am 20. August (1012). Die ungeheure Beute wurde dann geteilt, die Burg angezündet, und die siegreiche Schaar zog mit ihrem Herrn fröhlich heim.

## Bisherige Standortzuweisungen/Lokalisationsversuche

### Bad Liebenwerda

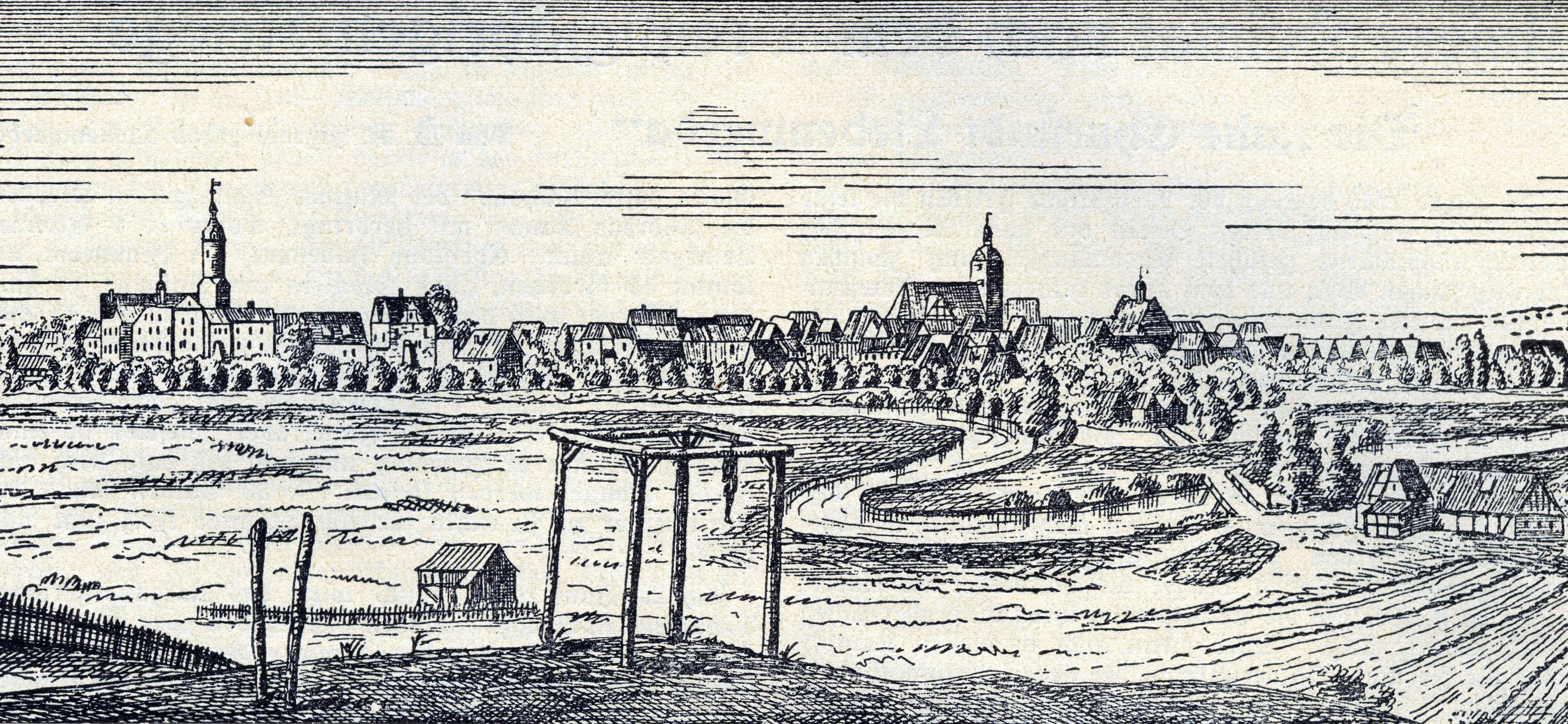
Bad Liebenwerda 1628

Bad Liebenwerda als möglichen Standort der Slawenburg Liubusua anzusehen kam 1957 durch Rudolf Lehmann in seinem Werk Zum Liubusua Problem, veröffentlicht in: Ausgrabungen und Funde, Berlin, Heft 4/1954, S. 197–202 zur Diskussion. Mit der geografischen Lage der Stadt im Tal der Schwarzen Elster, den angrenzenden Hochflächen inklusive des angrenzenden Lausitzer Grenzwalls passten die Beschreibungen auch zu Thietmars Chronik. Gleichzeitig befindet sich am Stadtrand eine ehemalige Wallburg sowie nördlich der Stadt eine mittelalterliche Herrenburg. Diese Vermutungen dienten 1964 dem Bad Liebenwerdaer Heimatforscher Fitzkow zu einer weiteren Veröffentlichung im Heimatkalender für den Kreis Liebenwerda. Er verweist auf die besondere Lage am Schnittpunkt von vier slawischen Gauen, aber auch auf die geografischen Besonderheiten. Ihm zufolge waren das Luckauer Tor und die Luckauer Gasse alte Wege nach Liubusua. Auch habe der ehemalige Rossmarkt die Form einer flachen Senke, und in dessen Nähe deuten einzelne Erhebungen auf eine frühgeschichtliche Wallburg hin. Gleichzeitig gab es einen erstmals 1441 erwähnten Ort namens Ruckow, welcher bis 1873 nordwestlich als eigenständiger Ort existierte. Einen zwischen diesen Anlagen existierenden Gewässerarm interpretierte er als das in der Chronik beschriebene Tal zwischen großer und kleiner Burg. Gleichzeitig verweist Fitzkow aber auch auf die bisher fehlenden archäologischen Beweise zum Standort einer so großen slawischen Burganlage wie sie Thietmar für Liubusua beschreibt. Auch die Vermutung, die in der Nähe des Roßmarktes befindlichen Erhebungen könnten eine Wallburg gewesen sein, gilt heute als widerlegt.

### Freesdorf
Einige Beachtung schenkte man in den 1970er Jahren dem an der Verbindungsstraße Freesdorf-Goßmar gelegenen Burgwall. Dieser ist ein Niederungswall mit einer „Vorburgbefestigung“ im Tal des Flusses Berste. Die Anlage hat eine Ausdehnung von 175 Metern mit Wallhöhen von bis zu 7 Metern. Die heute in Berlin und Luckau gelagerten Fundstücke aus dem Burgwall bestehen aus slawischen Gefäßen, Scherben und ungebrannten Lehmsteinen. Da jedoch die Angaben in Thietmars Chronik deutlich von den geographischen Gegebenheiten in Freesdorf abweichen, wurde dieser Standort schon frühzeitig angezweifelt und wird heute nicht mehr betrachtet.

### Hohenleipisch
Dieser, etwa acht Kilometer nordöstlich von Elsterwerda gelegenen Ort, kam zum einen aufgrund der teilweise vorhandenen Namensverwandtschaft, hauptsächlich aber aufgrund einer Sage, nach der sich im heutigen Naturschutzgebiet Der Loben eine untergegangene Stadt befunden haben soll, in die Auswahl für einen möglichen Liubusua Standort. Nördlich dieser Stadt soll ein Schloss auf einer Anhöhe gestanden haben. Da sich bisher (2014) jedoch keine Nachweise für das Bestehen einer solchen Anlage erbringen ließen, wird der Ort nicht mehr mit Liubusua in Zusammenhang gebracht.

### Kosilenzien

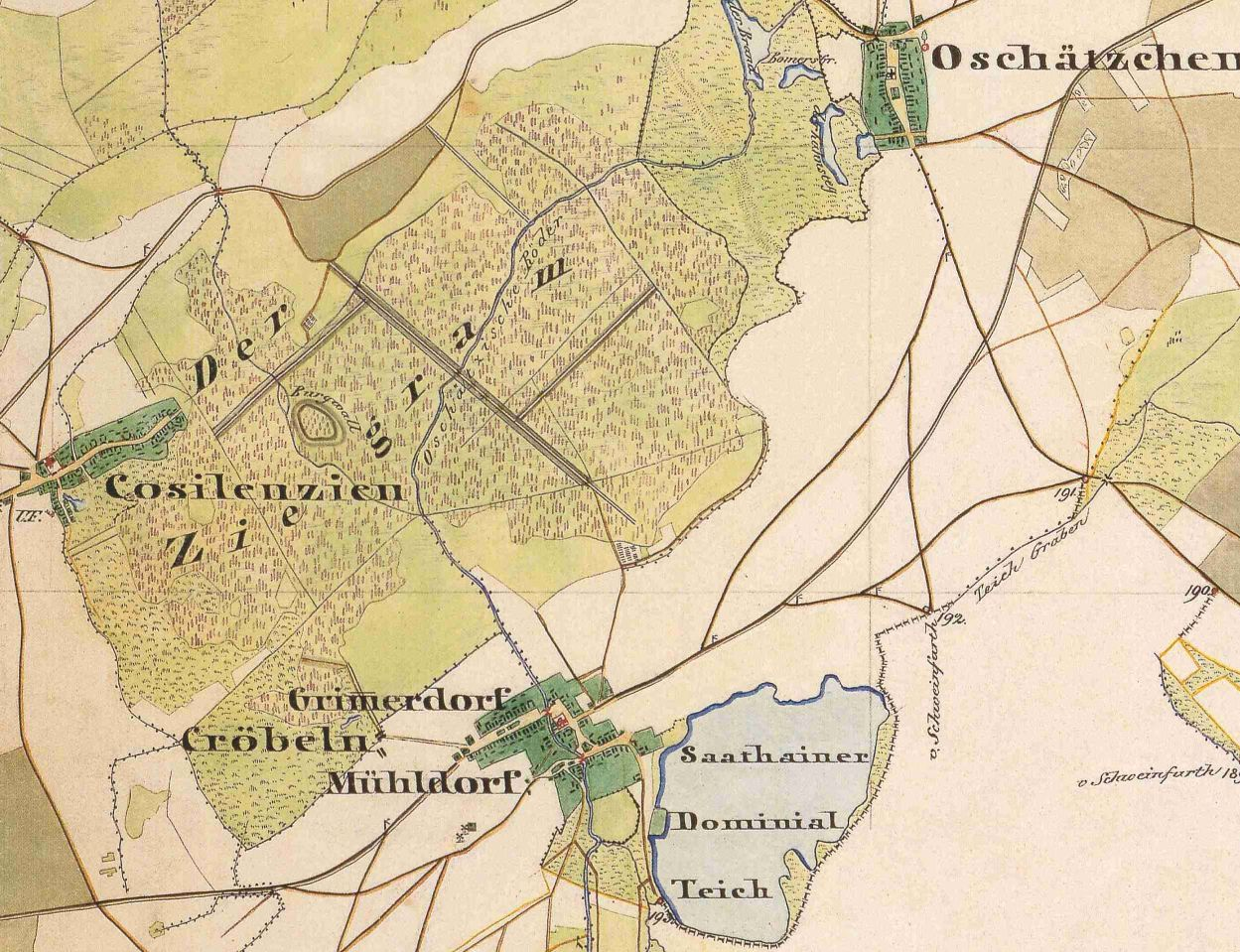
Karte vom Ziegram 1847

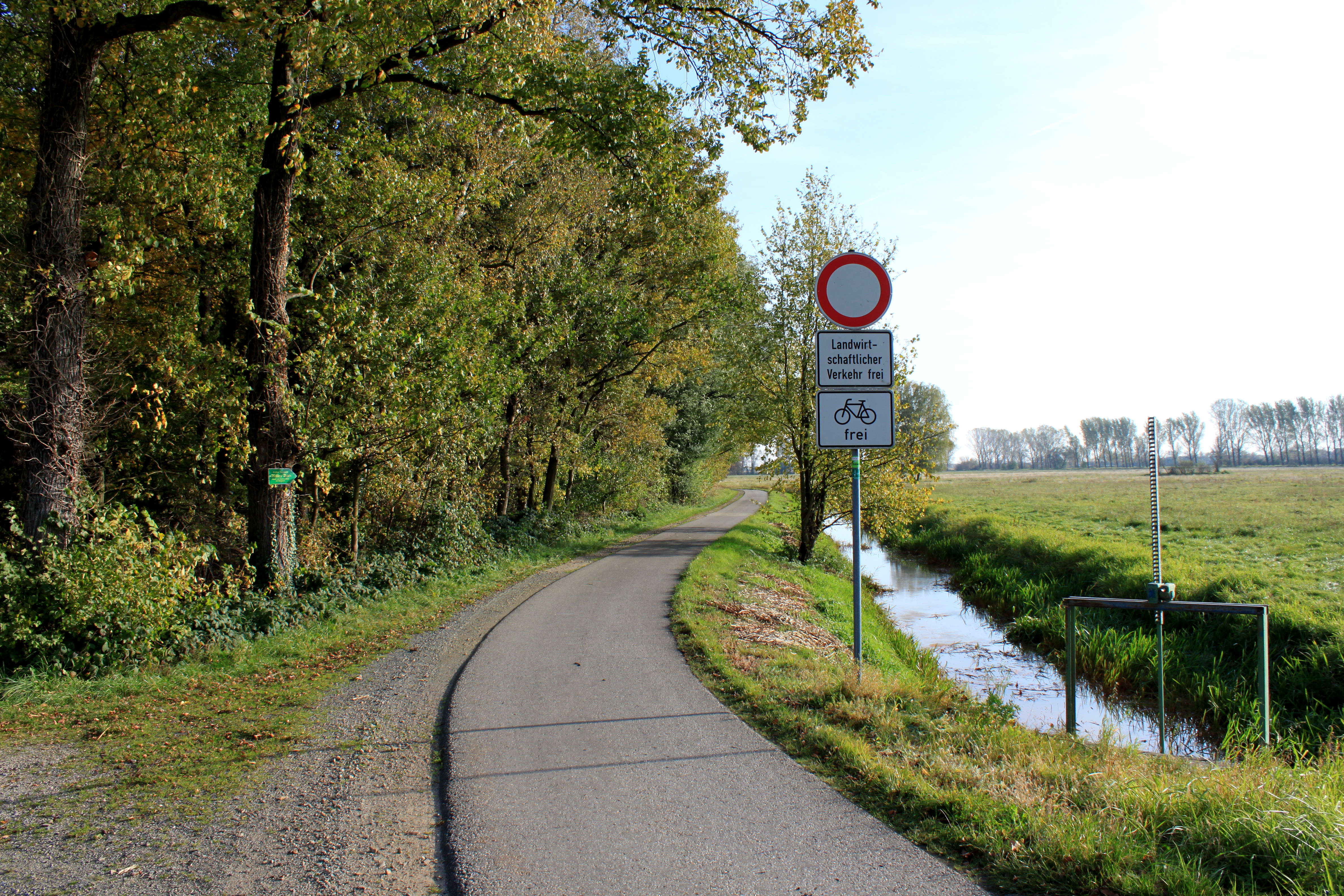
Kosilenzien am Burgwall im Ziegram

Einen etwa 500 Meter östlich des Ortes gelegenen Burgwall im Ziegram brachte R. Spehr im Jahr 1994 in die Liubusua Diskussion ein. Im Werk Frühe Kirchen in Sachsen. Ergebnisse archäologischer und baugeschichtlicher Untersuchungen wird davon ausgegangen, dass die ehemals 180 × 130 Meter große Wallanlage das alte Liubusua, und das heutige Nachbardorf Kröbeln die kleine Burg des Thietmar von Merseburg gewesen sein könnte. Die Entstehungszeit des Burgwalls wird in die Bronze- bzw. Frühe Eisenzeit datiert. Bisherige Funde stammen lediglich von der Oberfläche der Anlage und befinden sich in Museen von Bad Liebenwerda, Berlin, Dresden und Zossen.

### Lebus
Der nördlich von Frankfurt (Oder) gelegene Ort rückte vor allem wegen seiner Namensgleichheit ins Interesse der Liubusua-Forschung. Im Jahr 1753 beschreibt Jacob Paul Freiherr von Gundling in Geschichte der Chur-Mark-Brandenburg von den aeltesten Zeiten bis zum Absterben Albrechts des Andern, Marggrafen zu Brandenburg, Aus dem Hause Ascharien und Ballenstädt Lebus als Standort für das historische Liubusua. Linksseitig der Oder existiert eine heute überbaute Burganlage deren Entstehungszeit in die Bronzezeit datiert wird. Archäologische Ausgrabungen bestätigen auch eine Nutzung durch Slawen und die wiederholte Zerstörung der Anlage. Aber auch dieser Standort wurde 1844 durch Karl Benjamin Preusker aufgrund der hier gemachten Bodenfunde sowie des Nichtübereinstimmens von Fakten in der Chronik ausgeschlossen. Auch die moderne Forschung sieht keine Übereinstimmung mit dem historischen Liubusua.

### Lebusa

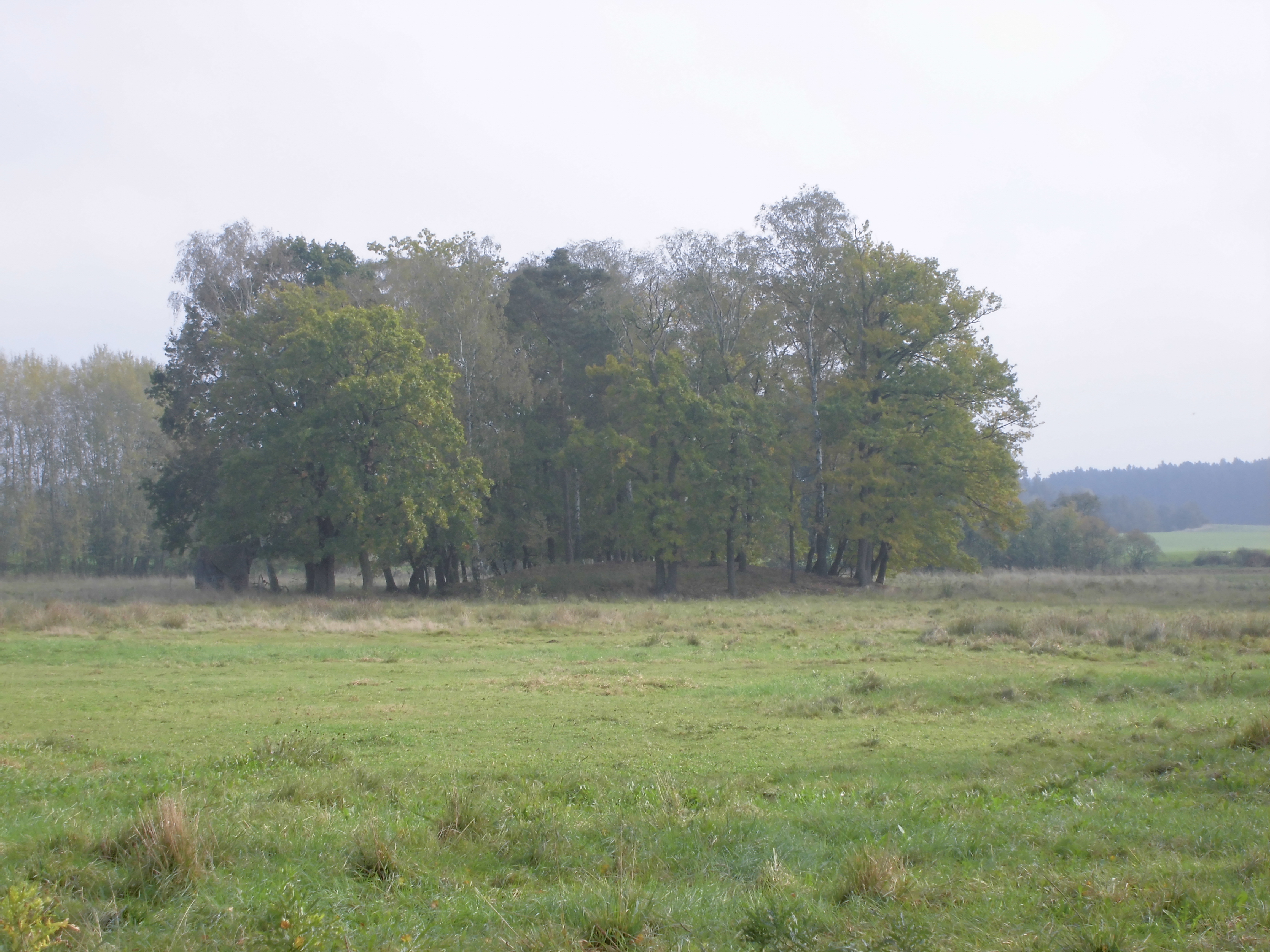
Borchelt Schöna

Dieser Ort wurde von den Liubusua – Forschern nicht nur wegen der Namensverwandtschaft lange Zeit als Standort für das historische Liubusua angesehen. Bereits 1780 wird von Johann Daniel Ritter in Aelteste Meissnische Geschichte bis auf Heinrich den Erlauchten Lebusa für den historisch überlieferten Ort angesehen. Eingehender beschäftigte sich dann Ludwig Giesebrecht im Jahr 1843 mit dem Ort. In seinem drei Bände umfassenden Werk Wendische Geschichten aus den Jahren 780 bis 1182 lieferte er die Grundlage für die lange Zeit gültige Lehrmeinung, Lebusa sei mit Liubusua gleichzusetzen. Lebusa liegt in einem Becken und wird von drei Seiten von den Ausläufern des Lausitzer Grenzwalls umgeben. Für die Befürworter dieser Standortvariante ist das gesamte „Lebusaer Becken“ mit den umgebenden Höhenzügen identisch mit dem von Thietmar von Merseburg erwähnten Ort. Südlich von Lebusa befindet sich auf dem 147 Meter hohen Grunichsberg ein Burghügel mit einem dazu gehörigem Wallgrabensystem. Die rund um das Lebusaer Becken verlaufenden Landwehren sowie alte Wegesysteme sollen eine mehr als 16 Kilometer lange Befestigungsanlage gewesen sein. Nördlich des Ortes befindet sich in Schöna eine ehemalige Wasserburganlage, welche auch während der slawischen Besiedlungszeit genutzt wurde. Zwischen den Orten Lebusa und Schöna befindet sich der Flusslauf des Schweinitzer Fließes.

### Malitschkendorf
Der hier befindliche Burgwall wurde zwischen 1826 und 1833 durch Friedrich August Wagner erforscht. Er war der Meinung, dass sich an dieser Stelle der Heilige Hain der Semnonen befunden haben könnte.
Noch eingehender wurde der Burgwall von Malitschkendorf im Jahr 1965 betrachtet. Der für diesen Ort gebräuchliche Flurname „Libischen“ sollte den Bezug zu Liubusua herstellen. Auch die Gegebenheiten im Gelände waren Gegenstand dieser Betrachtung. Die dort mit Höhe 85,5 bezeichnete Anhöhe könnte die in Thietmars Chronik erwähnte „Große Burg“ gewesen sein. Diese Anhöhe befindet sich nördlich des Malitschkendorfer Burgwalles. Aufgrund von bisher nicht durchgeführten Ausgrabungen könnte es sich bei dieser Geländeerhebung aber auch um einen Schwemmsandhügel handeln. Bereits 1986 wurde die Annahme, dass es sich in Malitschkendorf um die Burg Liubusua handelt widerrufen, da es sich hier ursprünglich um eine Anlage aus der Jungbronzezeit handeln soll.

### Löbsal

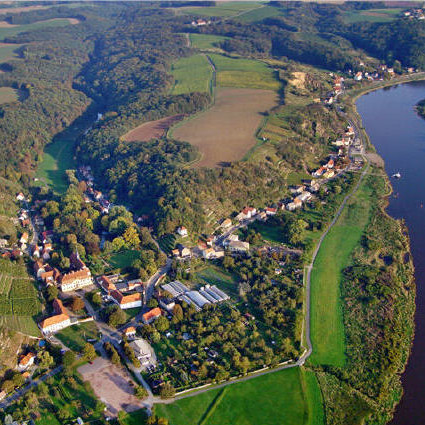
Burgwall Goldkuppe

Heute gilt dieser Ort in der Nähe von Meißen mit dem Burgwall in Löbsal selbst sowie dem Burgwall Goldkuppe und dem auf der linken Elbseite liegendem Burgwall Göhrisch als der aus wissenschaftlicher Sicht wahrscheinlichste Ort für Liubusua.
Mit der Begründung, dass es keine Hauptburg der Lusici gegeben haben könnte, suchten Ralf und Kerstin Gebuhr nicht mehr in der Lausitz nach Liubusua, sondern in der Nähe des Slawengaues Daleminzien. Bei diesem Versuch kamen erstmals Anwendungen aus der Archäologie, Sprachwissenschaft und der Topographie zur Geltung. Dabei weckten die Wallanlagen an der „Rauhen Furt“, welche sich nördlich von Meißen befinden, ihr Interesse.
Der Burgberg von Löbsal selbst stammt ursprünglich aus der Billendorfer Kultur, also um 1700 bis 500 vor der Zeitrechnung. In der Umgebung des Berges finden sich auch Gräberfelder aus dieser Zeit. Eine erneute Nutzung der Anlage erfolgte zwischen dem 9. und 10. Jahrhundert durch slawische Siedler. Diese erweiterten den Burgwall. Jedoch gibt es aus dieser Zeit der Besiedlung kaum Begräbnisstätten. Bis ins 13. Jahrhundert wurde die Anlage dann durch frühdeutsche Siedler genutzt. Auf der etwa drei Hektar großen Innenfläche erfolgten bisher jedoch keine Ausgrabungen.
Der Burgwall Goldkuppe mit einer Gesamtgröße von etwa 18 Hektar stammt aus der Zeit um 1800 bis 700 vor der Zeitrechnung. Es ist ein oval ausgeführter Ringwall, welcher durch einen, in der Neuzeit angelegten, Steinbruch am Hang zur Elbe teilweise zerstört wurde. Eine slawische Besiedlung oder Nutzung konnte hier bisher nicht nachgewiesen werden. Ein aus dem Mittelalter stammender Turmhügel, die sogenannte „Heinrichsburg“ befindet sich auf der nordöstlichen Seite der Anlage.
Gegenüber von Löbsal, am linken Ufer der Elbe, befindet sich der Burgwall von Görisch. Auch dieser ist durch einen ehemaligen Steinbruch teilweise zerstört. Die Entstehung der Anlage wird auf die Zeit von 1700 bis 800 vor der Zeitrechnung datiert. Beim Vergleich der Beschreibung von Liubusua in Thietmars Chronik wird der Burgwall Görisch nicht mit betrachtet.
Übereinstimmungen zu den Angaben in Thietmars Chronik finden die Forscher hier in einer zweigeteilten Burganlage. So ist die laut Chronik nicht mehr bewohnte große Siedlung die Goldkuppe, die Fläche nordwestlich des Burgwalls von Löbsal die tiefer gelegene kleine Teilburg. Der leichte Hang an dieser Stelle soll demnach ein früherer Wall gewesen sein. Die Oberflächenfunde aus diesen Anlagen befinden sich in Museen in Riesa und Dresden.
1123 wurde eine von Heinrich Haupt befehligte Burg Libuze erwähnt. Dieser war 1116 Burggraf der in der Nähe liegenden Burg Meißen. In der älteren Forschung scheiterte die Identifizierung der Burg Liubusua mit Burg Libuze an der alten Vorstellung, Liubusa läge in der Lausitz. So wurde noch 1985 argumentiert, bei Libuze könne es sich nicht um Liubusua handeln, weil der Burgwall Luckau-Freesdorf in der Niederlausitz ins 7./8.–10. Jahrhundert und nicht auch jünger datiert wird. Durch die neuere Identifizierung von Liubusua mit den bis ins 13. Jahrhundert frühdeutsch besiedelten Wallanlagen an der Rauhen Furt in der Nähe von Meißen ist die Identität mit der 1123 erwähnten Burg Libuze sehr wahrscheinlich. Ein weiterer Hinweis ist die Ähnlichkeit von Liubusua mit der ersten Namensform von Löbsal, das im Jahr 1277 unter dem Namen „Lubesowe“ durch König Heinrich dem Erlauchten an das Kloster Seußlitz gegeben wurde. Noch 1378 hieß der Ort Lobesowe.

### Weitere Lokalisierungsversuche
Die Orte Altenburg, Battin, Burg, Kolochau, Leubus/Schlesien, Löbau, Lübben, Lübbenau und Schlieben wurden in der Vergangenheit ebenfalls als Standortvariante für Liubusua in Betracht gezogen. Einerseits aufgrund der teilweise vorhandenen Namensverwandtschaft, andererseits auch aufgrund der Tatsache, dass sich an diesen Orten Burgwälle aus slawischer oder vorslawischer Zeit befinden. Auch unwissenschaftliche und kuriose Begründungen wurden teilweise herangezogen. Letztendlich konnten aber auch für diese Orte keine schlüssigen Beweise erbracht werden.
Altenburg: Unter dem Titel „Die Polen in Altenburg“ erschien 1941 eine Veröffentlichung, nach welcher Liubusua in Altenburg in Thüringen gelegen haben soll. Die Unwissenschaftlichkeit dieser Annahme zeugt sich u. a. darin, dass der Autor einen Bezug von Liubusua mit der damaligen Altenburger Gaststätte „Stadt Leipzig“ herzustellen versuchte. Die von der damaligen Reichskulturkammer befürwortete Veröffentlichung wurde dann vom Sicherheitsdienst des Dritten Reiches beschlagnahmt.
Battin: Nördlich von Battin befindet sich ein prähistorischer Burgwall, so dass auch dieser Ort in die Betrachtungen der Liubusua-Forschung kam. Der Burgwall besteht aus einem ovalen Ringwall mit einem Vorwall im Osten. Scherbenfunde aus der frühdeutschen und jungslawischen Zeit der Anlage befinden sich heute in Zossen, Halle und Bad Liebenwerda.
Burg: Aufgrund der Größe des in Burg befindlichen Burgwalls von etwa 5 Hektar wurde die Stadt als möglicher Standort für Liubusua untersucht. Die Anlage stammt aus der Zeit um 800 v. Chr. und wurde um das Jahr 1000 auch von Slawen genutzt. Die damalige slawische Siedlung befand sich jedoch außerhalb Burgwallgeländes.
Kolochau: Die Fehlinterpretation des Wortes coloci im Text der Chronik des Thietmar von Merseburg brachte auch Kolochau in die Diskussion um Liubusua. Bereits 1780 nennt J.D. Ritter in Aelteste Meissnische Geschichte bis auf Heinrich den Erlauchten den Ort im Zusammenhang mit der Chronik. In der Chronik der Stadt Schlieben von 1897 verweist der Autor R. Krieg auf coloci im Zusammenhang mit der Schreibweise eo loci, was allerdings „am selben Ort“ bedeutet. Zwar existiert auch in der Nähe von Kolochau ein slawischer Burgwall, fehlende Übereinstimmungen mit den in der Merseburger Chronik beschriebenen geographischen Gegebenheiten ließen den Ort von weiteren Betrachtungen zum Thema ausscheiden.
Leubus (polnisch Lubiąż): Gegen diesen Lokalisierungsvorschlag sprach von Anfang an, dass dieser Ort sehr weit von den in der Chronik beschriebenen Slawengauen entfernt ist.
Löbau: In der Nähe des Ortes befindet sich mit dem Schafberg ein bronzezeitlicher Ringwall, dieser weist jedoch keine Funde aus der slawischen Zeit vor. Weitere Gegenargumente sind die Lage in der Oberlausitz und die fehlende strategische Bedeutung des Standortes.
In Lübben existiert – auch heute noch gut erkennbar – ein Burgwall, er liegt im südlichen Stadtteil am Ragower Vorfluter. Jedoch fehlen auch hier für das gesamte Gebiet entsprechende archäologische Funde und das in der Chronik beschriebene Geländeprofil.
In Lübbenau befindet sich auf dem Gelände des heutigen Schlosses mit Schlosspark ein slawischer Burgwall mit frühdeutscher Überbauung. Die hier bei Ausgrabungen gemachten Funde stammen aus jungslawischer und frühdeutscher Zeit, dazu kommt mittelalterliche Keramik. Jedoch fehlen die in der Chronik beschriebenen Geländegegebenheiten.
Schlieben wurde erstmals 1931 in Verbindung mit Liubusua gebracht. Zwar wurden auch hier Funde aus alt- und jungslawischer Zeit erbracht, befestigt wurde die Anlage jedoch erst zwischen dem 11. und 12. Jahrhundert, was nicht zu den Angaben der Merseburger Chronik passt. Die heute vorhandene Bebauung des Berges erschwert zudem weitere archäologische Grabungen.

## Kritik am Standort Löbsal
Der Standort Löbsal und dessen Festlegung als Ort für das historische Liubusua rief aber auch die Kritiker wieder auf den Plan.
So verweisen diese auf die Frage, warum diese Anlage wiederaufgebaut worden sein soll, wenn zur Verteidigung gegen die Slawen mit der nur wenige Kilometer südlich liegenden Burg Meißen eine bedeutend bessere Variante zur Verfügung stand. Auch die zur Verfügung stehende Fläche von nur etwa 36.000 m² für die 1000 Verteidiger der wiedererrichteten Burg wird von den Kritikern als Argument angeführt. Ein weiterer Punkt der Kritik ist die Angabe Thietmars, dass er die Anlage „genau betrachtete“, oder auch „sorgfältig in Augenschein nahm“. Hierbei erwähnt er zwölf Tore der Burganlage, welche in Löbsal nicht zu finden sind. Auch schreibt Thietmar, dass die Burgen nur durch ein Tal getrennt waren. Die Burgberge Löbsal und Goldkuppe sind jedoch von zwei Tälern und einem Bergrücken getrennt.
Demgegenüber wird wiederum vorgebracht, das die bei Thietmar verwendeten Zahlenangaben symbolisch sein können. So wird die Zahl zwölf (Tore) mit etwas Überwältigendem wie den zwölf Toren des himmlischen Jerusalem oder auch den zwölf Pforten des Himmels in Verbindung gesetzt. Auch die Zahl zehntausend (Einwohner) besitzt demnach einen symbolischen Charakter und ist als Vergrößerung der eintausend, als Zahl der Unendlichkeit zu sehen.

## Zusammenfassung
Im Verlauf der letzten Jahrhunderte gab es immer wieder Lösungsansätze zur Lokalisierung des historischen Liubusua. Einen Höhepunkt markiert die Zeit Anfang des 19. Jahrhunderts mit der aufkommenden heimatkundlichen Bewegung. Den bis in die heutige Zeit anhaltenden Spekulationen über den Standort wurden jedoch erstmals wissenschaftliche Forschungsarbeiten gegenübergestellt. Aufgrund dieser Arbeiten wird Liubusua nicht mehr als Standort einer großen zentralen Slawenburg in der Lausitz gesehen. Mit den neueren Arbeiten hat sich die aktuelle Wissenschaft auf Löbsal als das historische Liubusua festgelegt.